# آلبرت پوجولز
آلبرت پوجولز (انگلیسی: Albert Pujols؛ زادهٔ ۱۶ ژانویهٔ ۱۹۸۰) بازیکن بیس‌بال اهل جمهوری دومینیکن است.
از باشگاه‌هایی که در آن بازی کرده‌است می‌توان به سنت لوئیس کاردینالز و لس آنجلس آنجلز اشاره کرد.